# Bataille de Moel-y-don
 (août 2025).
Si vous disposez d'ouvrages ou d'articles de référence ou si vous connaissez des sites web de qualité traitant du thème abordé ici, merci de compléter l'article en donnant les références utiles à sa vérifiabilité et en les liant à la section « Notes et références ».
Conquête du pays de Galles par Édouard Ier
Batailles
La bataille de Moel-y-don est une bataille médiévale ayant opposé dans le détroit du Menai (pays de Galles) les Gallois aux Anglais en 1282 lors de la seconde campagne de conquête du pays de Galles par Édouard Ier. Il s'agit d'une victoire galloise remportée par le roi de Gwynedd et prince de Galles, Llywelyn ap Gruffydd et une armée de révoltés du nord du pays face aux troupes anglaises commandées par Luke de Tany, ancien sénéchal de Gascogne.

## Contexte
En 1282, cinq ans après une première révolte, une nouvelle rébellion des Gallois conduits par Llywelyn ap Gruffydd, roi de Gwynedd et prince de Galles et son frère Dafydd ap Gruffudd a lieu contre l'occupation anglaise d'une partie du pays. Édouard Ier (roi d'Angleterre), organise une expédition pour soumettre les rebelles mais aussi dans un but de conquête de cette marche récalcitrante. Sa stratégie consiste à envahir le pays avec 3 armées au nord, au centre et au sud. Tandis que des seigneurs des Marches galloises opèrent au centre sous les ordres de Roger Mortimer (1er baron Mortimer), uque l'armée commandée par Gilbert de Clare (7e comte de Gloucester) pénètre au sud pour soumettre les Gallois révoltés et sécuriser les Marches, la principale armée royale pénètre au nord, suivant l'invasion de la première campagne de 1277 en direction de l'épicentre de la révolte.
Cette armée, forte de 200 chevaliers et 2 000 fantassins, commandée par Luke de Tany, ancien sénéchal de Gascogne, s'empare de l'île d'Anglesey au nord-ouest du pays afin de priver les Gallois de leurs principales récoltes. Luke de Tany fait ensuite, en septembre, construire un pont de bateaux entre l'île et la terre ferme au détroit du Menai. Le plan du roi est de prendre en tenaille l'armée de Llywelyn en franchissant la rivière Conwy tandis que Luke de Tany et son armée franchissent le détroit du Menai. Malheureusement, Luke de Tany, ignorant le plan pense vaincre seul les Gallois. Il compte sur l'aide du clergé de Bangor, censé donner le signal du moment opportun pour l'attaque.

## La bataille
L'armée de Luke de Tany franchit le détroit le 6 novembre 1282. Llywelyn, prévenu de la traversée, arrive sur les lieux depuis les montagnes à la tête d'une vaste armée lorsque la marée et la houle détruisent le pont, privant les Anglais de leur retraite. La plupart, lourdement armés meurent noyés en tentant de fuir.
Tandis que les pertes galloises sont peu importantes, l'armée anglaise est décimée. Luke de Tany, Roger de Clifford, Philipp et William Burnell, frère du Chancelier Robert Burnell, 16 chevaliers et leurs écuyers ainsi que 300 hommes de la troupe périssent.

## Conséquences
Le reste de l'armée anglaise parvient à rejoindre Anglesey mais ses pertes ne lui permettent pas de lancer une nouvelle offensive. Cette défaite, couplée à celle de Llandeilo Fawr en juin, remet en cause la stratégie du roi d'Angleterre et remonte le moral des Gallois. Toutefois, la décision de Llewelyn de s'aventurer au centre afin de rallier des supporteurs face à la principale armée anglaise encore opérationnelle, lui sera fatale quelques semaines plus tard, à la bataille d'Orewin Bridge.